# Lactobacillus delbrueckii subsp. bulgaricus
Vous pouvez aider à l'améliorer ou bien discuter des problèmes sur sa page de discussion.
- Il ne cite pas suffisamment ses sources. Vous pouvez indiquer les passages à sourcer avec {{référence nécessaire}} ou {{Référence souhaitée}}, et inclure les références utiles en les liant aux notes de bas de page. (Marqué depuis mai 2021)
- Il contient une ou plusieurs listes. Le texte gagnerait à être rédigé sous la forme d’un ou plusieurs paragraphes synthétiques, afin d’être plus agréable à lire. (Marqué depuis mai 2021)

- Archive Wikiwix
- Bing
- Cairn
- DuckDuckGo
- E. Universalis
- Gallica
- Google
- G. Books
- G. News
- G. Scholar
- Persée
- Qwant
- (zh) Baidu
- (ru) Yandex
- (wd) trouver des œuvres sur Wikidata

Sous-espèce
Synonymes
- Lactobacillus bulgaricus (Orla-Jensen, 1919) Rogosa et Hansen, 1971
- Thermobacterium bulgaricum Orla-Jensen, 1919

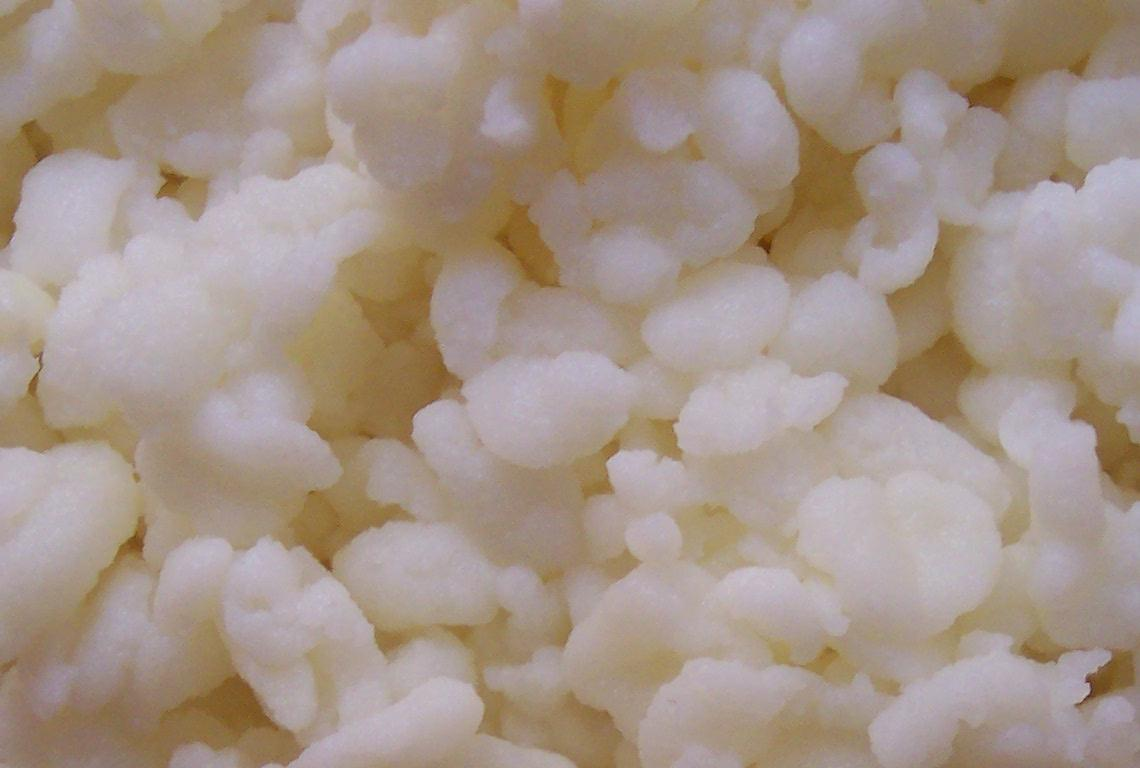
Lactobacillus bulgaricus

Lactobacillus delbrueckii subsp. bulgaricus est un micro-organisme du genre Lactobacillus. C'est un bacille gram positif.
Il est découvert par l'étudiant bulgare en médecine Stamen Grigorov en 1905, et nommé en 1919, Thermobacterium bulgaricum, par le Danois Sigurd Orla-Jensen (1870-1949).

De 1971 à 1983, son nom était Lactobacillus bulgaricus, renommé par Morrison Rogosa et le Danois Poul Arne Hansen (1902-1972).
Il est connu pour son utilisation dans la fabrication des yaourts et laits fermentés en association avec Streptococcus thermophilus, ainsi que dans le brassage de certaines bières allemandes. Dans le cas de la production de laits fermentés il est responsable de l'acidification du milieu et joue ainsi un rôle dans la texture et l’aromatisation (acétaldéhyde). Enfin, il a un rôle nutritionnel fort dans la composition du yaourt.
Cette bactérie lactique a un métabolisme strictement homofermentaire, c'est-à-dire qu'elle transforme le glucose en lactate (acide lactique) selon un rendement de 100 % (1 glucose → 1 lactate + 2 ATP).

## Caractéristiques
- gram +
- anaérobie
- catalase -
- oxydase -

## Référence
1. ↑  Grigoroff, Stamen Étude sur un lait fermenté comestible. Le “Kissélo mléko” de Bulgarie. Revue Médicale de la Suisse Romande. Genéve. Georg & G., Libraires-Éditeurs. Librairie de L’Université. 1905